# NGC 2158
NGC 2158 је расејано звездано јато у сазвежђу Близанци које се налази на NGC листи објеката дубоког неба.
Деклинација објекта је + 24° 5' 46" а ректасцензија 6h 7m 25,6s. Привидна величина (магнитуда) објекта NGC 2158 износи 8,6. NGC 2158 је још познат и под ознакама OCL 468.